# Progressive Reform Party
De Progressive Reform Party (Afrikaans: Progressiewe Reformiste Party, Nederlands: Progressieve Hervormingspartij), was een sociaal-liberale partij in Zuid-Afrika die fel gekant was tegen apartheid.
De PRP ontstond op 26 juli 1976 na de fusie van de Progressive Party/Progressiewe Party van Colin Eglin en de Reformiste Party van Harry Schwarz.
Na de fusie werd Eglin gekozen tot partijleider en Schwartz werd gekozen tot voorzitter van de Uitvoerende Raad (d.i. partijvoorzitter). De partij telde 11 leden (7 van de PP en 4 van de RP) van de Volksraad.
Op 5 september 1977 fuseerden de PRP en het Comité voor Verenigde Oppositie tot de Progressive Federal Party/Progressiewe Federale Party (Progressieve Federale Partij, PFP).

## Verwijzing
1. ↑  Het Comité voor Verenigde Oppositie was het restant van de Verenigde Party dat de omvorming tot New Republic Party had afgewezen